# うれしの
うれしのは大分県杵築市の老舗料亭「若栄屋」（元禄年間創業）の家伝料理。杵築名物とされ、杵築ブランド認定品の1つである。
家伝のゴマだれに漬けた鯛の刺身をご飯に乗せ、きつき茶をかけて提供される鯛茶漬けである。
江戸時代、杵築藩の藩主がこの鯛茶漬けを食べたところ「（美味しくて）うれしいのう」と喜んだことから名付けられたとされる。